# Le Grelot

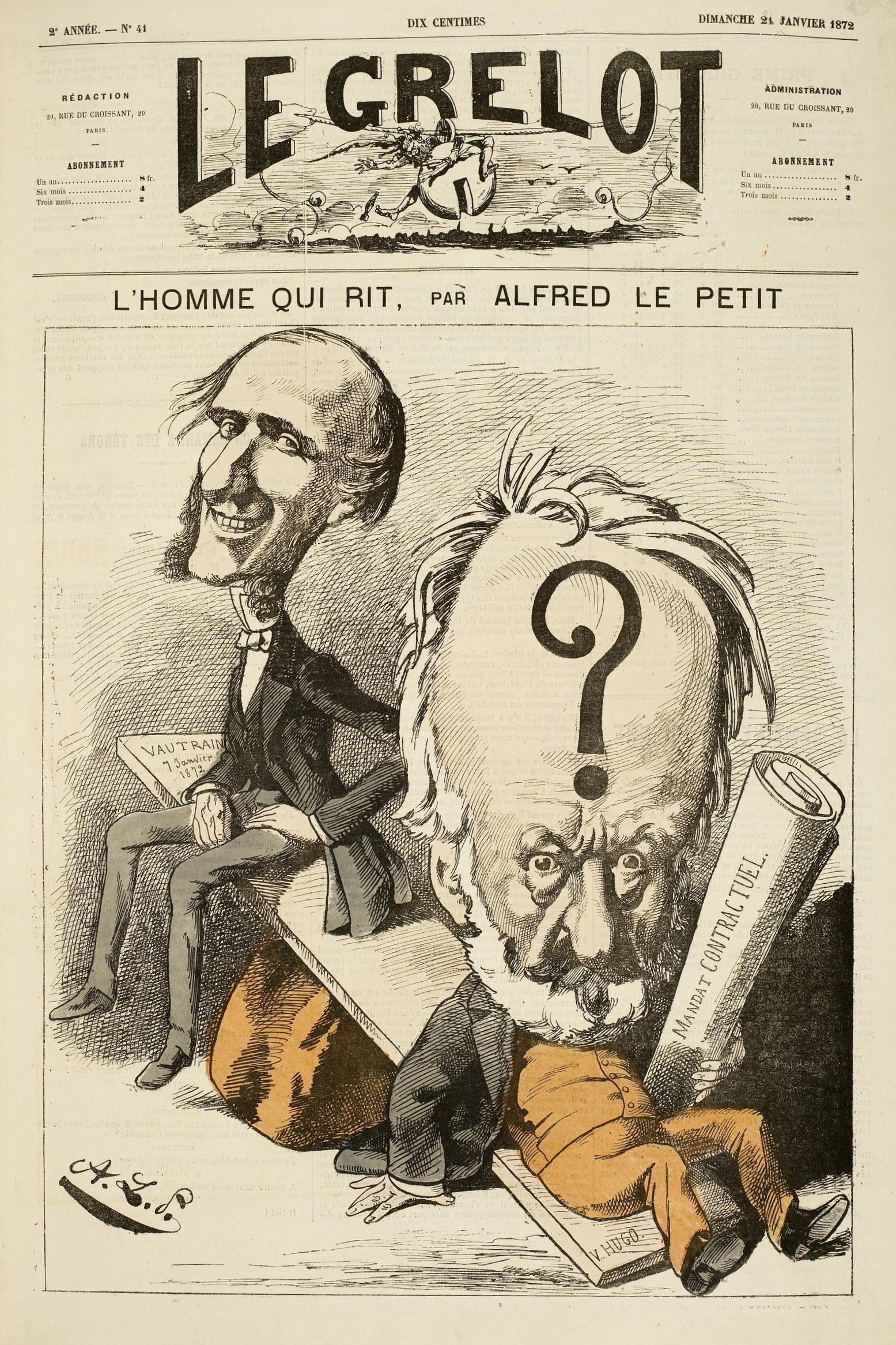
La une du 25 janvier 1872, avec une caricature d'Alfred Le Petit sur la défaite électorale de Victor Hugo contre Joseph Vautrain. Titre en référence à L'Homme qui rit de Hugo.

Le Grelot était un journal satirique français, à l'origine républicain et anticlérical. Il fut rédigé par Arnold Mortier et publié de 1871 à 1903.
Illustré, avec une caricature coloriée en première page, quatre pages grand format, c'est un journal républicain et anti-communard qui  fut l'objet de nombreuses poursuites de la part de la censure. Les principaux dessinateurs étaient : Bertall, Henri Demare, Alfred Le Petit, Hector Moloch et Pépin.

## Historique
Le Grelot fut, tout d'abord, connu pour ses positions très nettement républicaines, puis il devint nettement plus réactionnaire, antisémite, antimaçonnique et clérical. Ce changement s’opère avec les dessinateurs Gravelle, Alfred Le Petit de nouveau et Fertom. Malgré cette évolution, Le Grelot continue à paraître jusqu’en 1907. Le journal adopte la périodicité mensuelle à compter de 1905 jusqu’à sa fin. Depuis sa création en 1871, Le Grelot a publié environ 2 000 numéros.

## Collaborateurs
- Paul Bernay
- Bertall
- Faustin Betbeder dit Faustin
- Bourgevin
- Boussac
- Darré
- Eschelbach
- Eugène Ladreyt
- Hix
- Marie-Edmond Höner (1883)
- Jules Jouy
- Alfred Le Petit
- Hector Moloch
- Arnold Mortier
- Édouard Pépin (Claude Guillaumin)

Quelques caricatures et leurs auteurs (avec indication de l'année)
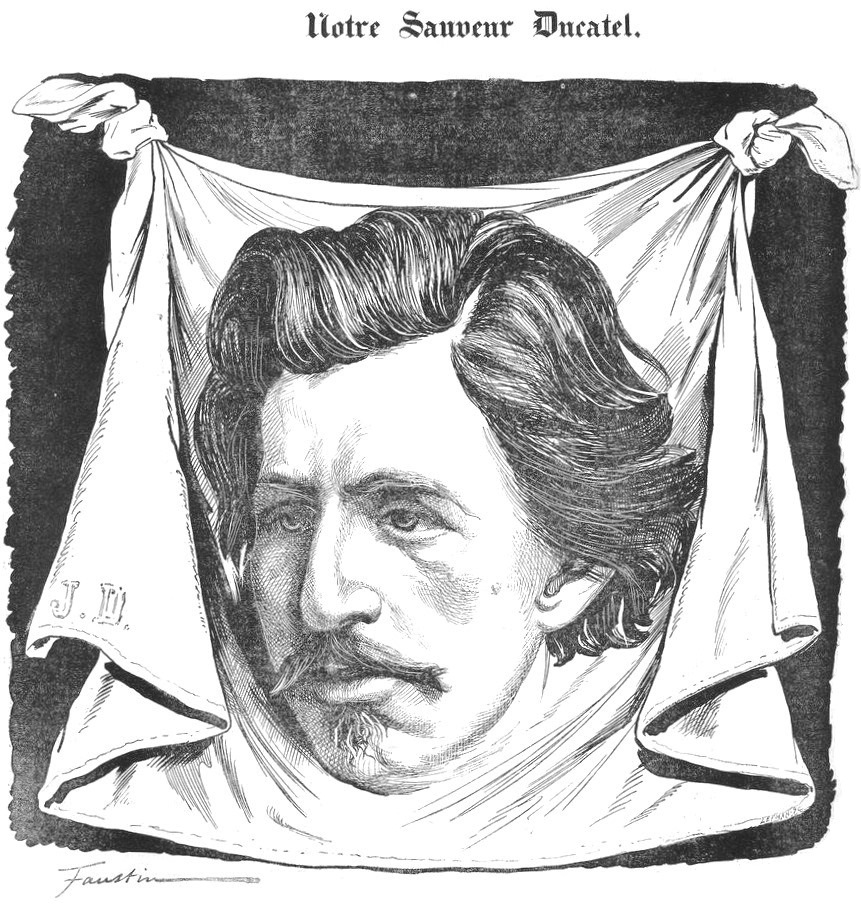
Faustin Betbeder (1871)
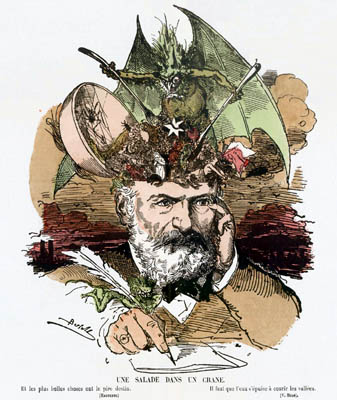
Bertall (1871)
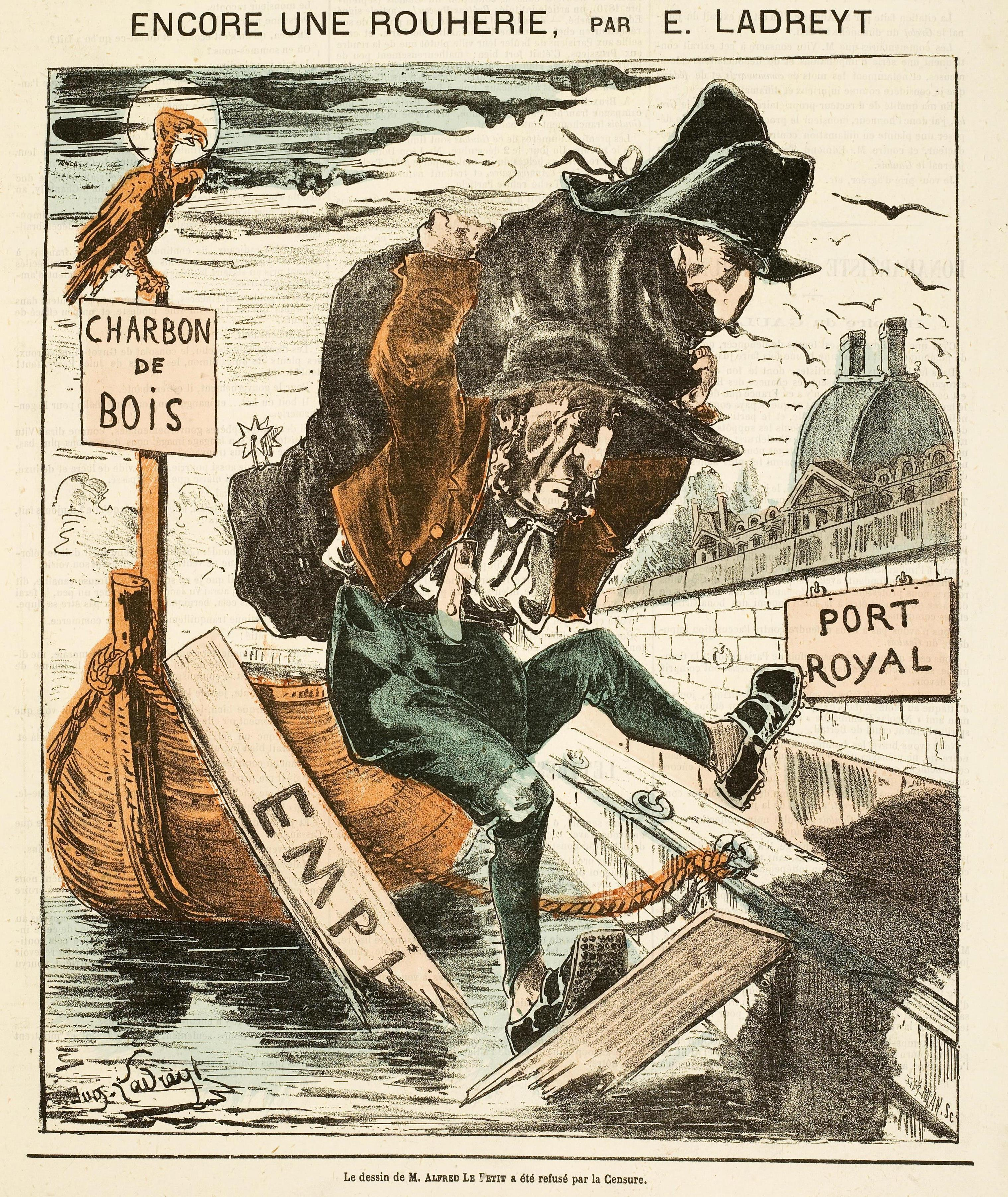
Eugène Ladreyt (1872)
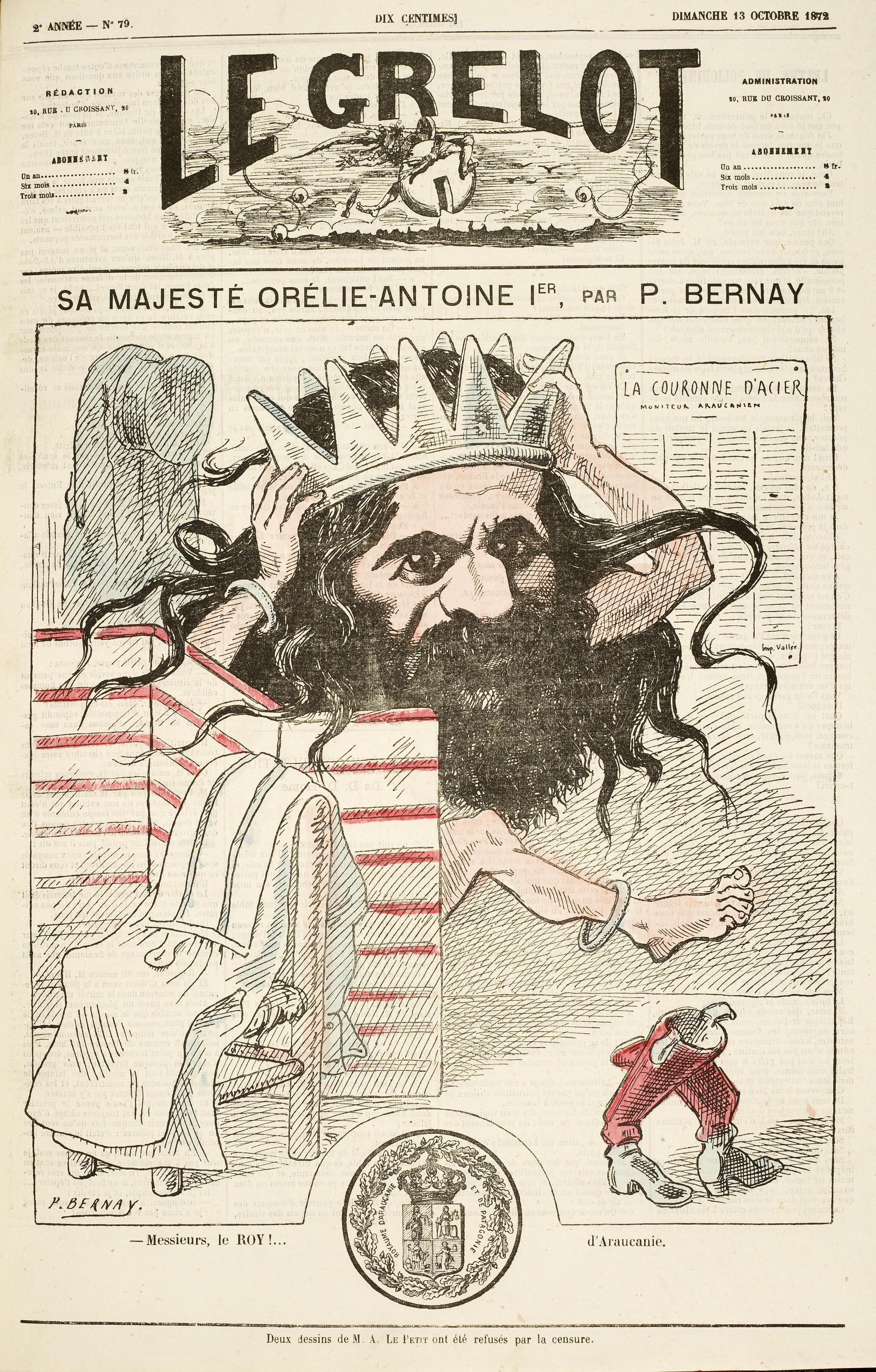
P. Bernay (1872)
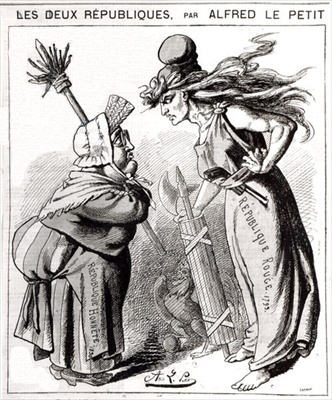
Alfred Le Petit (1872)
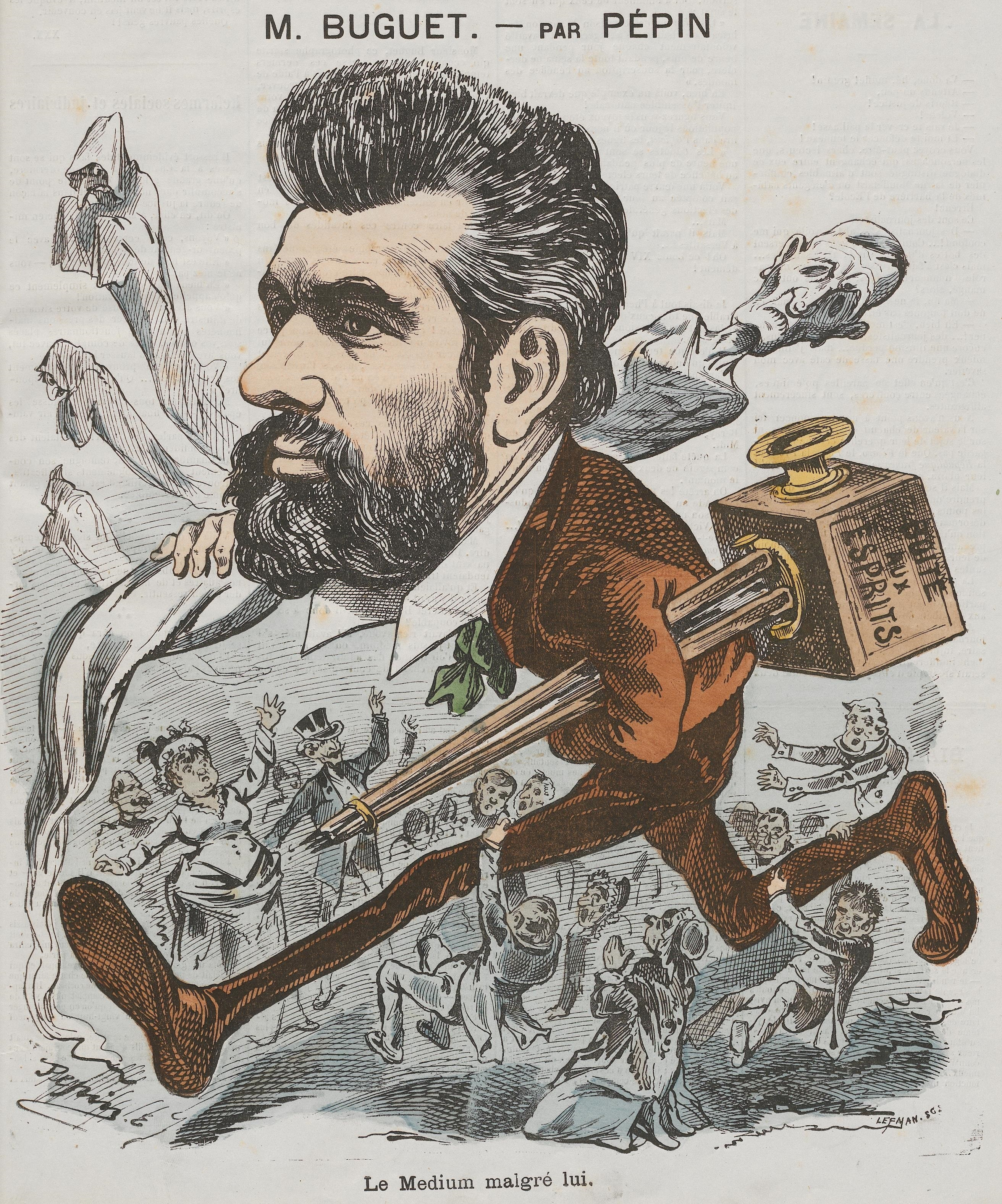
Édouard Pépin (1875)
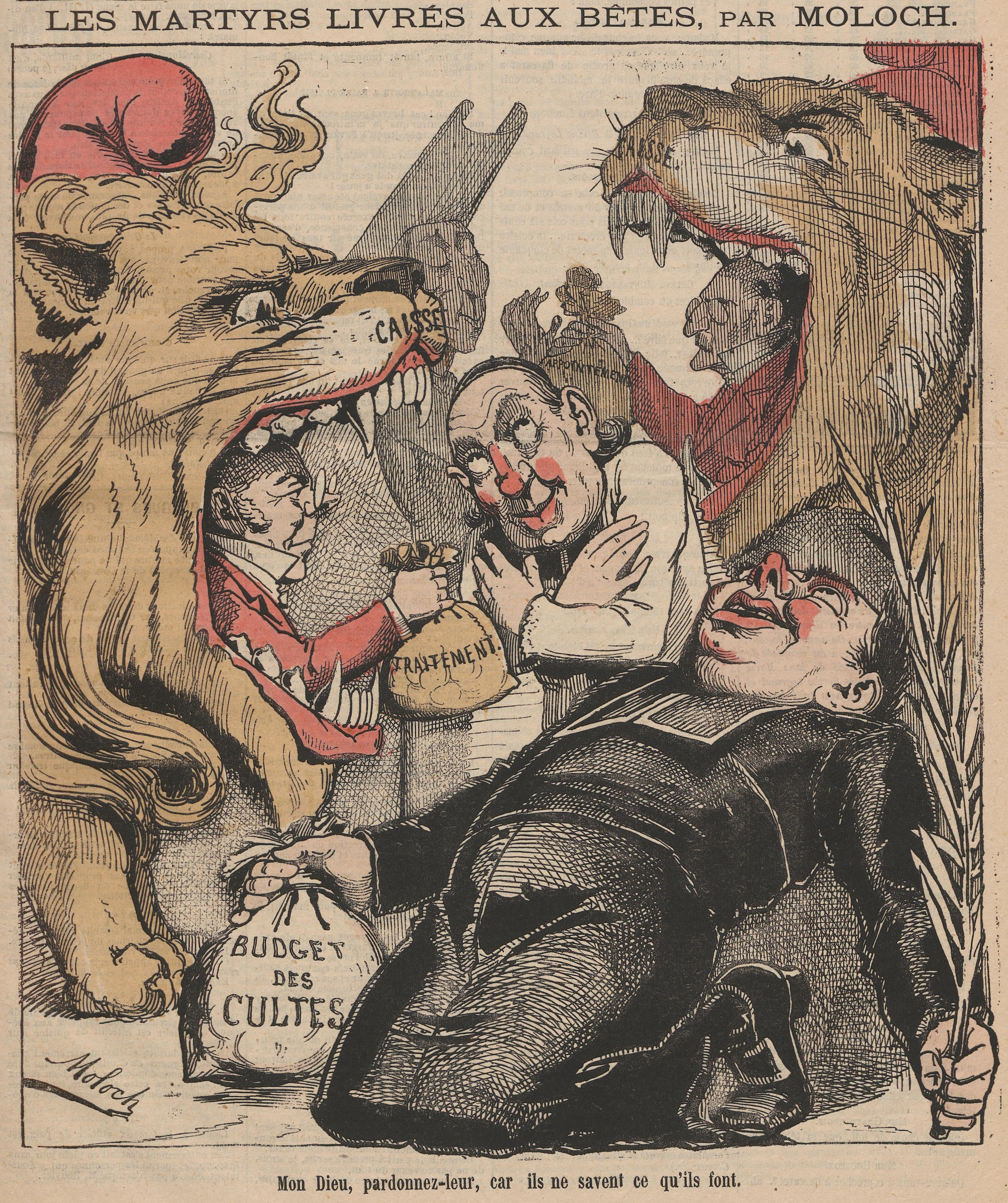
Hector Moloch (1880)
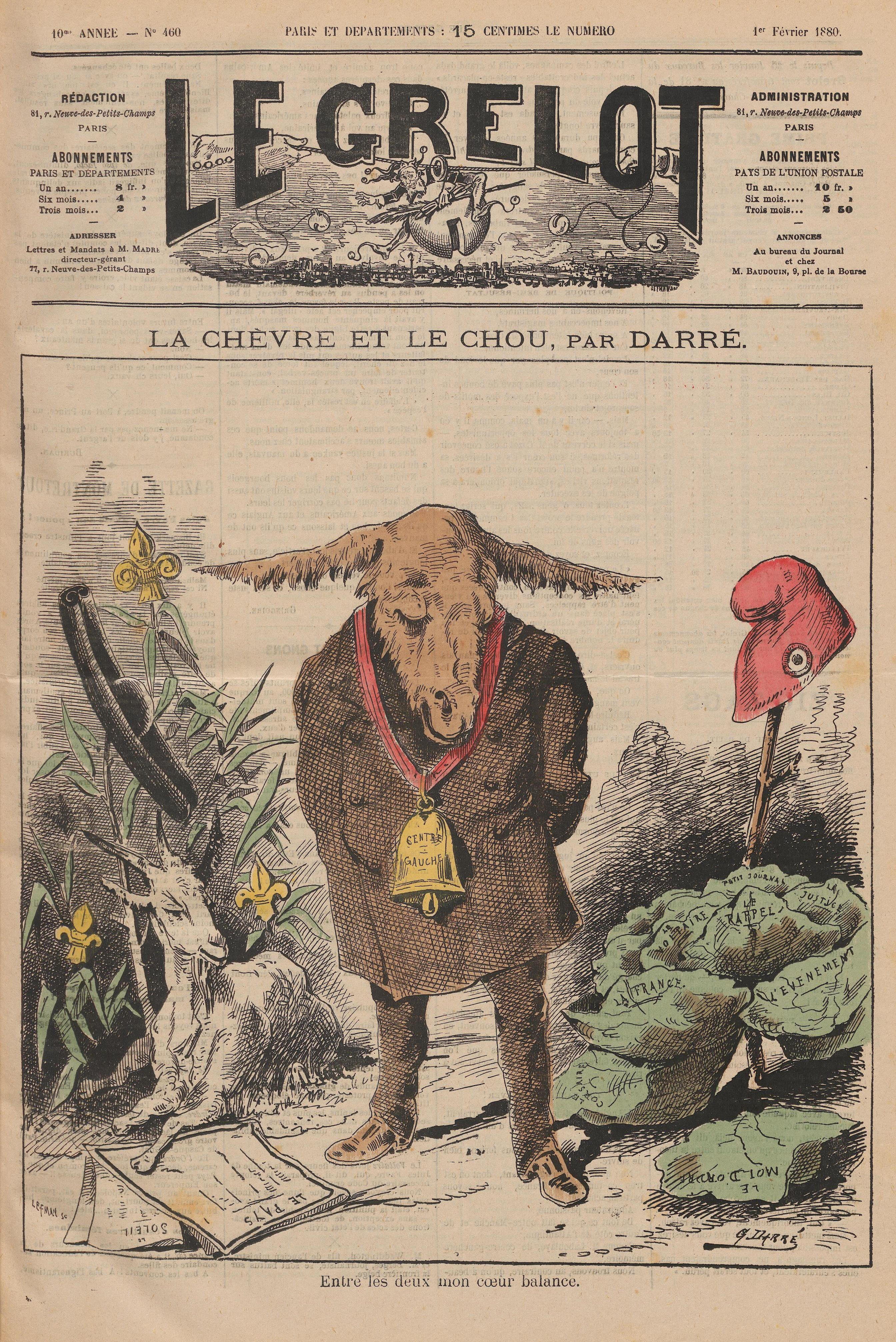
G. Darré (1880)
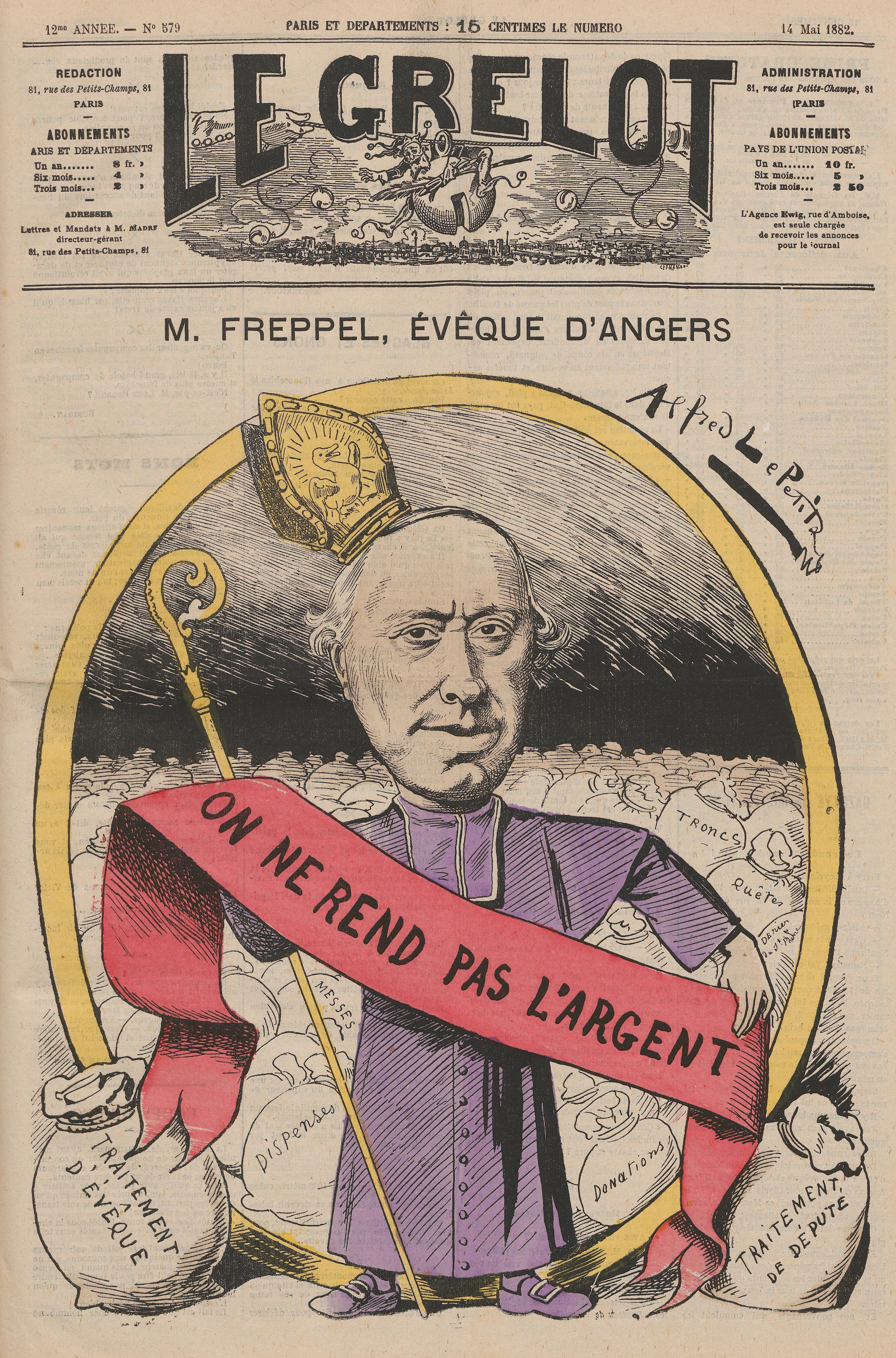
Alfred Le Petit (1882)

## Homonymie
Un hebdomadaire (puis bi-hebdoamdaire) dénommé Le Grelot, lancé en 1862 à Limoges, se proclamait « grave sans raideur, frondeur sans malveillance, rieur et gai sans s’écarter du respect qu’il doit aux bienséances ». Il cesse cependant de paraître un an plus tard, en 1863. Sa brève existence n'a aucun rapport avec la publication satirique.

## Sources
- Philippe Jones, La Presse satirique illustrée entre 1860 et 1890, Paris, Institut français de presse, 1956[3].